# Georges Güntert
Georges Güntert (* 27. Juni 1938 in Lenzburg) ist ein Schweizer Romanist und Professor an der Universität Zürich, wo er von 1973 bis 2003 die Italienische und die Iberoromanische Literaturwissenschaft lehrte. Seit 2003 ist er Prof. emeritus. Von 1985 bis 1989 präsidierte er den Verein der Schweizerischen Hispanisten. Auch war er Vorstandsmitglied beim Deutschen Hispanisten-Verband, bei den deutschsprachigen Lusitanisten und bei der Deutschen Dante-Gesellschaft. Er ist Mitglied der Auslandsredaktion von mehreren Zeitschriften, so von Esperienze Letterarie und Rivista di Studi Manzoniani, bei der er außerdem für die Besprechung der deutschsprachigen Publikationen über Manzoni zuständig ist.
Güntert hat umfangreiche Studien zu den großen Autoren Italiens verfasst, so im Bereich des Trecento zu Dante, Boccaccio und Petrarca, in der Renaissance zu Ariosto, Bandello, Gaspara Stampa, Giovanni  Della Casa, Cellini und Torquato Tasso, im Seicento zu Daniello Bartoli und Lorenzo Magalotti, im Settecento zu Goldoni und Alfieri, im Ottocento zu Manzoni, Foscolo, Leopardi, De Sanctis, Verga und im Bereich der Moderne zu Pirandello, Svevo, Alvaro, Palazzeschi, Tozzi, Grazia Deledda, Gianna Manzini, Montale, Landolfi, Gadda, Pavese, Bassani, Cassola, di Lampedusa, Sciascia, Lalla Romano, Giovanni Orelli und Anna Felder.
Im Bereich der Italianistik entstanden die folgenden Buchpublikationen:
- L’epos dell’ideologia regnante e il romanzo delle passioni. Saggio sulla “Gerusalemme Liberata”, Pacini, Pisa 1989.
- Tre premesse e una dichiarazione d’amore. Vademecum per il lettore del "Decameron". Mucchi, Modena 1997.
- Manzoni romanziere: dalla scrittura ideologica alla rappresentazione poetica. F. Cesati, Firenze 2000.
- Momenti salienti nella narrativa italiana fra Otto e Novecento, F. Cesati, Firenze 2020.
- zusammen mit Michelangelo Picone gab er die dreibändige Lectura Dantis Turicensis heraus: Inferno, Purgatorio, Paradiso, I-III, F. Cesati, Firenze 2000–2002. Er selbst interpretierte 14 Gesänge.
- zusammen mit Vittorio Caratozzolo (* 1960) publizierte er den Band Petrarca e i suoi lettori, Longo, Ravenna 2000.
- in Zusammenarbeit mit dem Übersetzer Christoph Ferber verfasste er in deutscher Sprache die Nachworte zu den Lyrikbänden von Gaspara Stampa, Vittorio Alfieri, Ugo Foscolo, Eugenio Montale, Remo Fasani, Giovanni Orelli und Fabio Pusterla.

Im Rahmen der portugiesischen Literatur veröffentlichte er 1971 seine Habilitationsschrift Das fremde Ich: Fernando Pessoa (De Gruyter, Berlin). In den folgenden Jahrzehnten erschienen zudem mehrere Aufsätze zur Literatur des zwanzigsten Jahrhunderts (u. a. zu Pessoa, Agustina Bessa-Luís und David Mourão-Ferreira).
Sein Interesse an der spanischen Literatur galt zum einen den Autoren des Goldenen Zeitalters (Garcilaso de la Vega, Herrera, Fray Luis de León, Lope de Vega, Góngora, Quevedo, Calderón, Gracián und natürlich Cervantes), zum anderen den Dichtern und Schriftstellern der Moderne (Larra, Valera, Galdós, Clarín, Unamuno, Antonio Machado, Valle-Inclán, Baroja, J. R. Jiménez, Cernuda, Lorca, Sánchez Ferlosio, Martín-Santos). Sein Lieblingsautor war indes schon immer Cervantes, dessen Werken er Dutzende von Vorträgen und Aufsätzen und außerdem sein jüngstes Buch in deutscher Sprache gewidmet hat. Von Francisco Rico wurde er 2005 eingeladen, drei Kapitel der inzwischen erschienenen Jubiläumsausgabe des Don Quijote zu kommentieren. Hier seine wichtigsten Buchpublikationen aus dem Gebiet der Hispanistik:
- Cervantes. Novelar el mundo desintegrado, Puvill, Barcelona 1993.
- Cervantes: Narrador de un mundo desintegrado, Academia del Hispanismo Vigo 2007.
- La comedia de Calderón: discurso social y sabiduría poética, Academia del Hispanismo, Vigo 2011.
- De Garcilaso a Gracián. Treinta estudios sobre la literatura del Siglo de Oro, Academia del Hispanismo, Vigo 2012.
- Miguel de Cervantes: Die Exemplarischen Novellen. Beispielhaftigkeit und Satire, Brill-Fink, Paderborn 2024.
- zusammen mit Peter Fröhlicher (mit dem er die Textreihe Perspectivas Hispánicas ediert) Teoría e interpretación del cuento, Lang, Bern 1995.
- zusammen mit Peter Fröhlicher, Rita C. Imboden und Itzíar López Guil Cien años de poesía. 72 poemas españoles del siglo XX: estructuras poéticas y pautas críticas, Lang, Bern 2001.

## Werke
- Werkverzeichnis Günterts